# 川田正博
川田 正博（かわだ まさひろ、1947年（昭和22年） - ）は、日本の外交官、行政書士。2010年（平成22年）9月10日から2012年（平成24年）10月30日まで、マリ共和国駐箚特命全権大使。

## 経歴・人物
東京都出身。1971年（昭和46年）早稲田大学第一法学部を卒業し、翌1972年（昭和47年）外務省に入省した。フランス、ベルギー、チュニジア、モロッコ、カメルーン、マリ共和国など、フランス語圏の在外公館に勤務した。外務省経済協力局企画官、外務省研修所指導官、2007年（平成19年）8月、駐モロッコ大使館参事官を経て、2010年（平成22年）9月10日から2012年（平成24年）10月30日まで、マリ共和国駐箚特命全権大使。退官後の2013年（平成25年）10月に神奈川県行政書士会に行政書士登録。2021年、瑞宝中綬章受章。

## 同期
- 天野之弥（国際原子力機関事務局長・05年在ウィーン国際機関日本政府代表部大使）
- 小松一郎（13年内閣法制局長官・11年駐フランス大使・08年駐スイス大使・05年外務省国際法局長・03年外務省欧州局長）
- 武藤正敏（10年韓国大使・07年駐クウェート大使）
- 小島誠二（12年関西担当大使・10年駐タイ大使・09年儀典長・08年科学技術協力担当大使・06年駐パキスタン大使）
- 神余隆博（12年関西学院大学副学長・08年駐ドイツ大使・06年国連大使（次席））
- 高橋文明（09年駐スペイン大使・03年駐カンボジア大使）
- 野本佳夫（08年駐スロバキア大使）
- 石栗勉（京都外国語大学教授・国連アジア太平洋平和軍縮センター所長）
- 石川薫（日本国際フォーラム研究本部長・10年駐カナダ大使・07年駐エジプト大使・05年外務省経済局長）
- 伊藤誠（10年駐ブルガリア大使・06年駐タンザニア大使）
- 近藤誠一（10年文化庁長官・08年駐デンマーク大使・06年ユネスコ大使）
- 橋広治（パプアニューギニア大使）
- 峯村保雄（11年エルサルバドル大使）
- 肥塚隆（13年迎賓館長・10年駐オランダ大使・07年宮内庁式部副長・04年駐ホンジュラス大使）
- 山口英一（バチカン大使）
- 横田順子（10年駐ラオス大使）
- 佐藤英夫（イスラエル大使・バーレーン大使・アフガニスタン大使）
- 二階尚人（11年駐ガーナ大使）